# 원클릭
원클릭은 1998년, 네오위즈가 출시한 프로그램으로 다이얼업으로 인터넷 접속하는 과정을 마우스 클릭 한 번으로 자동 실행하게 해주는 기능을 가지고 있었다. 원클릭 출시 당시 개인 인터넷 사용자들은 주로 일반 전화회선을 이용하는 다이얼업 방식으로 인터넷을 사용하고 있었는데, 이를 위해 사용자는 윈도 화면에서 전화걸기를 실행한 다음, 통신용 응용 프로그램을 열어 인터넷에 접속한 후 다시 웹 브라우저를 띄우는 과정을 차례로 거쳐야 했다. 원클릭은 이러한 과정을 단순화해주었다. 서비스 이용요금은 인터넷 사용요금에 부가해 부과하는 방식이었다. 원클릭은 출시 첫 해 5억원, 이듬해 85억원의 매출을 올릴 만큼 일반인들로부터 큰 인기를 끌었다.

## 참고 자료
- “클릭 한번으로 인터넷 가입 해결”, 한겨레, 1998년 4월 20일.
- 한국 인터넷의 역사 - 되돌아보는 20세기 : 6장 스타트업

## 같이 보기
- 네오위즈